# Vayres, Haute-Vienne
Vayres este o comună în departamentul Haute-Vienne din centrul Franței. În 2009 avea o populație de 824 de locuitori.

## Evoluția populației
| An        | 1975  | 1982 | 1990 | 1999 | 2006 | 2009 |
| --------- | ----- | ---- | ---- | ---- | ---- | ---- |
| Populație | 1.127 | 991  | 946  | 873  | 833  | 824  |